# Sonata para piano n.º 10 (Beethoven)

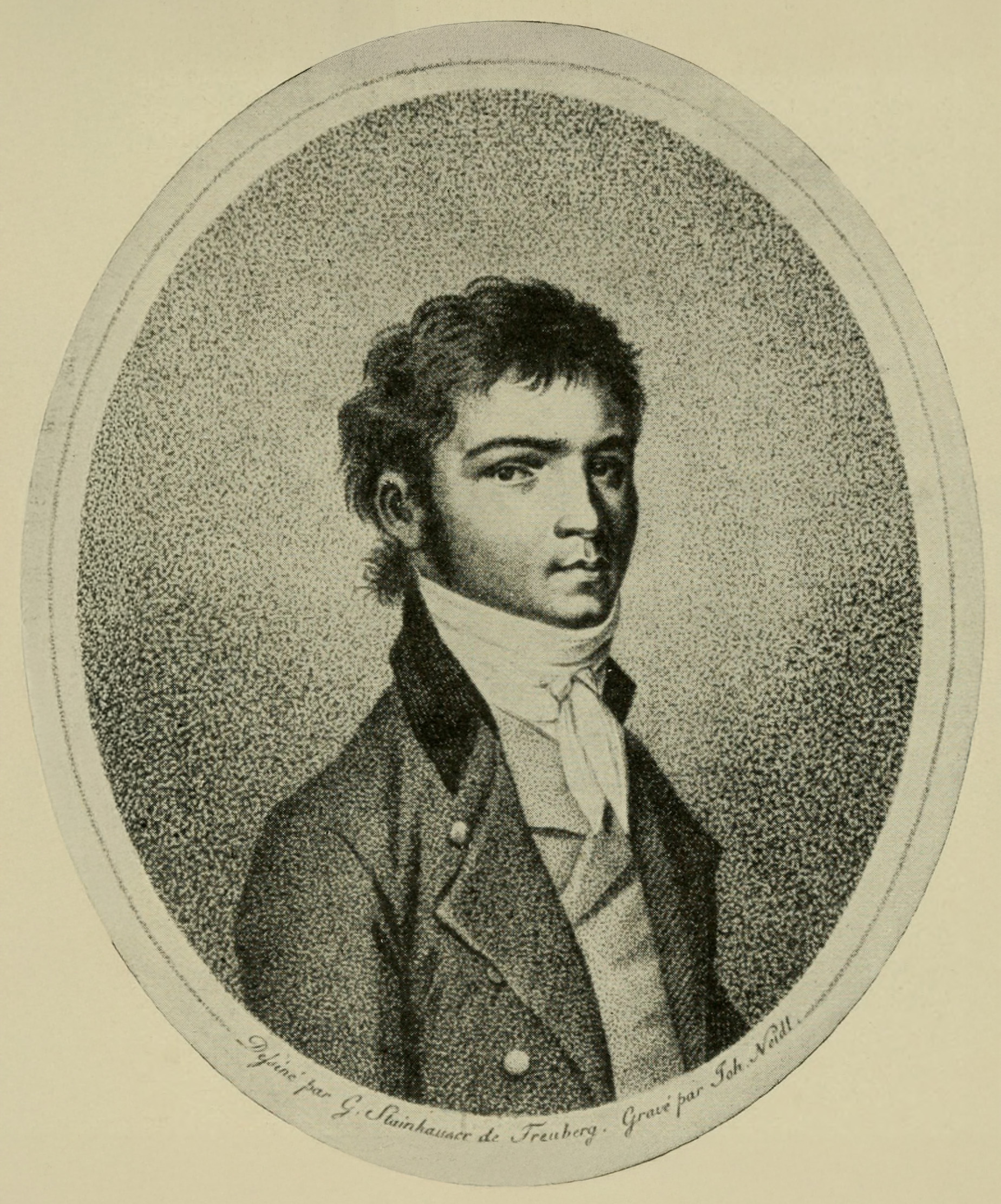
Beethoven en 1796.

La sonata para piano n.º 10 en sol mayor, Op. 14 n.º 2  fue compuesta por Ludwig van Beethoven entre 1798 y 1799. La partitura está dedicada a la baronesa Josephine von Braun.

## Historia

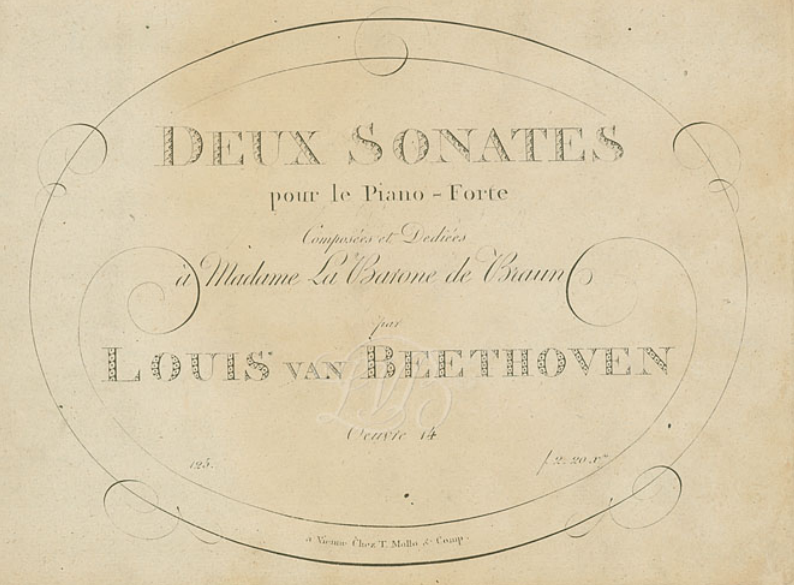
Portada de la primera edición del Op. 14.

La composición de las dos sonatas que conforman el opus 14 (la Sonata n.º 9 Op. 14 n.º 1 y la n.º 10, Op. 14 n.º 2) tuvo lugar entre 1798 y 1799.
La primera publicación de estas obras fue llevada a cabo por el editor Tranquillo Mollo en 1799. No se conservan partituras autógrafas de las piezas pero sí los borradores de los tres movimientos de la primera que datan de principios de 1798. Tales borradores se encontraban mezclados con otros del Concierto n.º 2 Op. 19. En ese mismo tiempo también compuso la célebre Sonata Patética. Se trata de obras del periodo temprano de Beethoven, que fueron muy apreciadas por el compositor durante largo tiempo, y además recibieron numerosas opiniones favorables de la crítica musical.
La dedicatoria contenida en la primera edición de la partitura es “composées et dediées a Madame La Barone de Braun”. Ambas sonatas están dedicadas a la baronesa Josephine von Braun, la esposa de Peter von Braun, el cual estaba al frente del Teatro de la corte de Viena. Era difícil para un joven compositor lograr que se le concediera tiempo para la interpretación de sus obras en alguno de los teatros vieneses. Esta dedicatoria junto con la de la Sonata para trompa y piano pudieron servir para allanar el terreno, ya que el 2 de abril de 1800 Beethoven estrenó su Sinfonía n.º 1 en el Burgtheater.

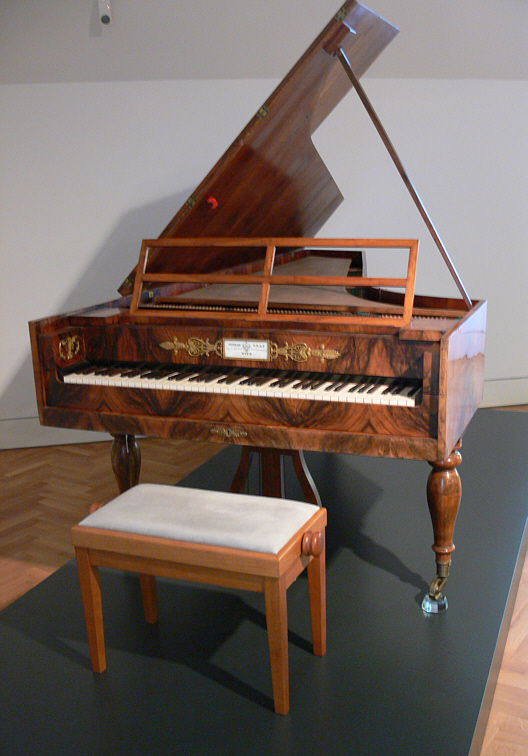
Fortepiano como el que tenía Beethoven.

Durante estos años Beethoven estaba trabajando en sus cuartetos de cuerda y estaba concentrado en buscar sus propias sonoridades. En una carta enviada a su amigo Carl Amenda, Beethoven le envía una primera versión de lo que posteriormente será el Cuarteto de cuerda n.º 1 Op. 18:

Querido Amenda,

Acepta este cuarteto como un pequeño recuerdo de nuestra amistad, y cada vez que lo toques, piensa en los días que pasamos juntos, y al mismo tiempo en el afecto genuino que sentí por ti y que siempre seguiré sintiendo. Tu sincero y cálido amigo,
Ludwig

Esto está relacionado con la elaboración de las sonatas mediante la utilización de elementos típicos del cuarteto de cuerda, marcadores que están presentes en la sonata. De hecho, en 1802 el maestro alemán emprendió el arreglo de la Sonata para piano n.º 9 para cuarteto de cuerdas (Hess 34) para una nueva firma editorial denominada Bureau des Arts et d'Industrie. 
El maestro alemán concibió estas sonatas para fortepiano vienés. En aquella época había dos grandes tipos de este instrumento: el vienés, que contaba con mayor nitidez en pasajes de virtuosismo; y el inglés de mayor sonoridad.

## Estructura y análisis
La sonata consta de tres movimientos:
- I. Allegro, en sol mayor 2
4
- II. Andante, en do mayor 2
2
- III. Scherzo. Allegro assai, en sol mayor 3
8

La interpretación de esta obra dura aproximadamente 16 minutos. Cuando Beethoven escribió esta pieza ya estaba mostrando una voz fuertemente individual en sus composiciones pianísticas y poco tiempo después se embarcaría en su Primera Sinfonía así como en otras obras de gran envergadura.

### I.Allegro
El primer movimiento, Allegro, está escrito en la tonalidad de sol mayor, en compás de 2/4 y sigue la forma sonata. Su tema principal comienza con una figura de ocho compases, compuesta por semicorcheas ligadas acompañadas por arpegios en el bajo. Este motivo, sobre el cual se elabora buena parte del movimiento, inicia con su acento rítmico (es decir, su dar) en mitad del compás, en lugar de ser en el primer pulso. Beethoven genera así la confusión en el oyente, que desconoce la verdadera métrica de la pieza durante los primeros segundos. La confusión es hábilmente resuelta mediante un breve giro, que lleva la acentuación al inicio del compás, antes del inicio de la frase-respuesta.

### II.Andante
El segundo movimiento, Andante, está escrito en la tonalidad dominante de do mayor, en compás de 2/2 y sigue la forma de tema con tres variaciones sobre una marcha acórdica.

### III.Scherzo.Allegro assai
El tercer y último movimiento, Scherzo. Allegro assai, retoma la tonalidad inicial de sol mayor y el compás de 3/8. Se trata de un scherzo en forma de rondó. Aquí, y al igual que en la Sonata para piano n.º 18, Beethoven empleó el término scherzo no como indicador de forma ternaria estilizada, sino como una referencia al contenido alegre y vivaz del trozo.

## Recepción de la obra
El pianista y musicólogo Charles Rosen considera que las dos sonatas que conforman el Opus 14 son «considerablemente más modestas que sus predecesoras», «destinadas al uso en el hogar» y con «pocas dificultades técnicas».